# محلية بربر
محلية بربر (بالإنجليزية: Berber District)‏ إحدى محليات ولاية نهر النيل، السودان.